# 久木野站

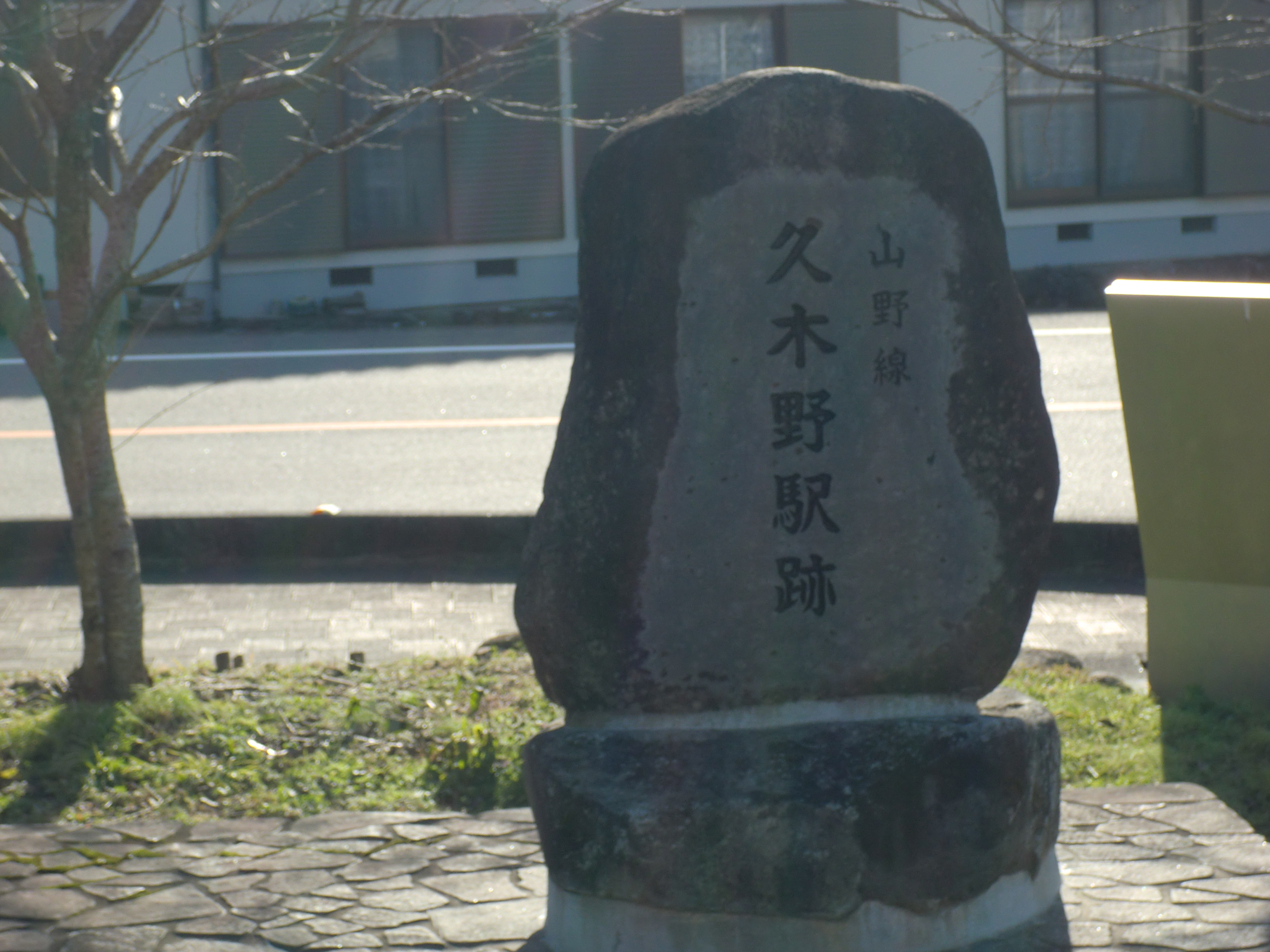
記念碑

久木野站（日语：／ Kugino eki */?）是一個位於熊本縣水俁市的九州旅客鐵道（JR九州）山野線車站。在1988年（昭和63年）2月1日與山野線一同停用。

## 停用前車站結構
- 有一個相對式月台2面2線。
- 直營車站。
- 啟用當初有一個木造站舍。

## 歷史
- 1934年（昭和9年）4月22日：開始營業[1]。
- 1962年（昭和37年）9月19日：車站貨物起卸服務停止[1]。
- 1987年（昭和62年）4月1日：因國鐵分割民營化，本站成為九州旅客鐵道的車站[1]。
- 1988年（昭和63年）2月1日：與山野線一同停用[1]。

## 車站周邊
- 寒川

## 相鄰車站
九州旅客鐵道
山野線
深渡瀨－久木野－薩摩布計

## 注腳
1. 1 2 3 4  石野哲（編）.  初版. JTB. 1998-10-01: 705. ISBN 978-4-533-02980-6 （日语）.

## 相關項目
- 日本鐵路車站列表